# 庫切里夫卡 (庫皮揚斯克區)
49°43′9″N 37°40′41″E / 49.71917°N 37.67806°E
庫切里夫卡（烏克蘭語：Кучерівка），是位於烏克蘭東部的村莊，由哈爾科夫州庫皮揚斯克區的彼得羅巴甫利夫卡市鎮負責管轄，始建於1864年，面積0.82平方公里，海拔高度89米，2001年人口704，人口密度每平方公里861.7人。